# Kreuzgiebelhaus

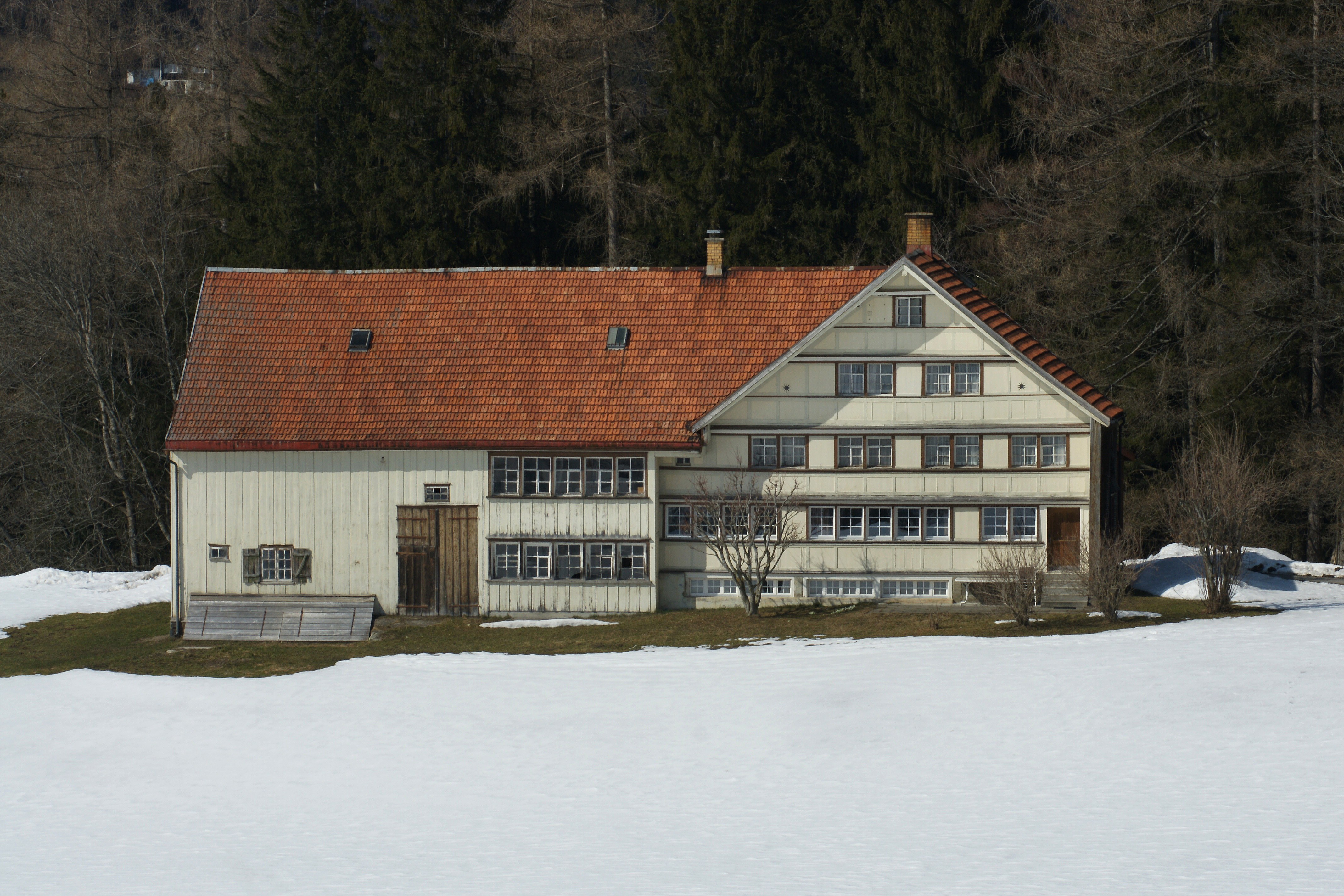
Typisches kompaktes Appenzellerhaus auf geschlossenem Grundriss (Trogen in Hopsbermoos, Wald AR)

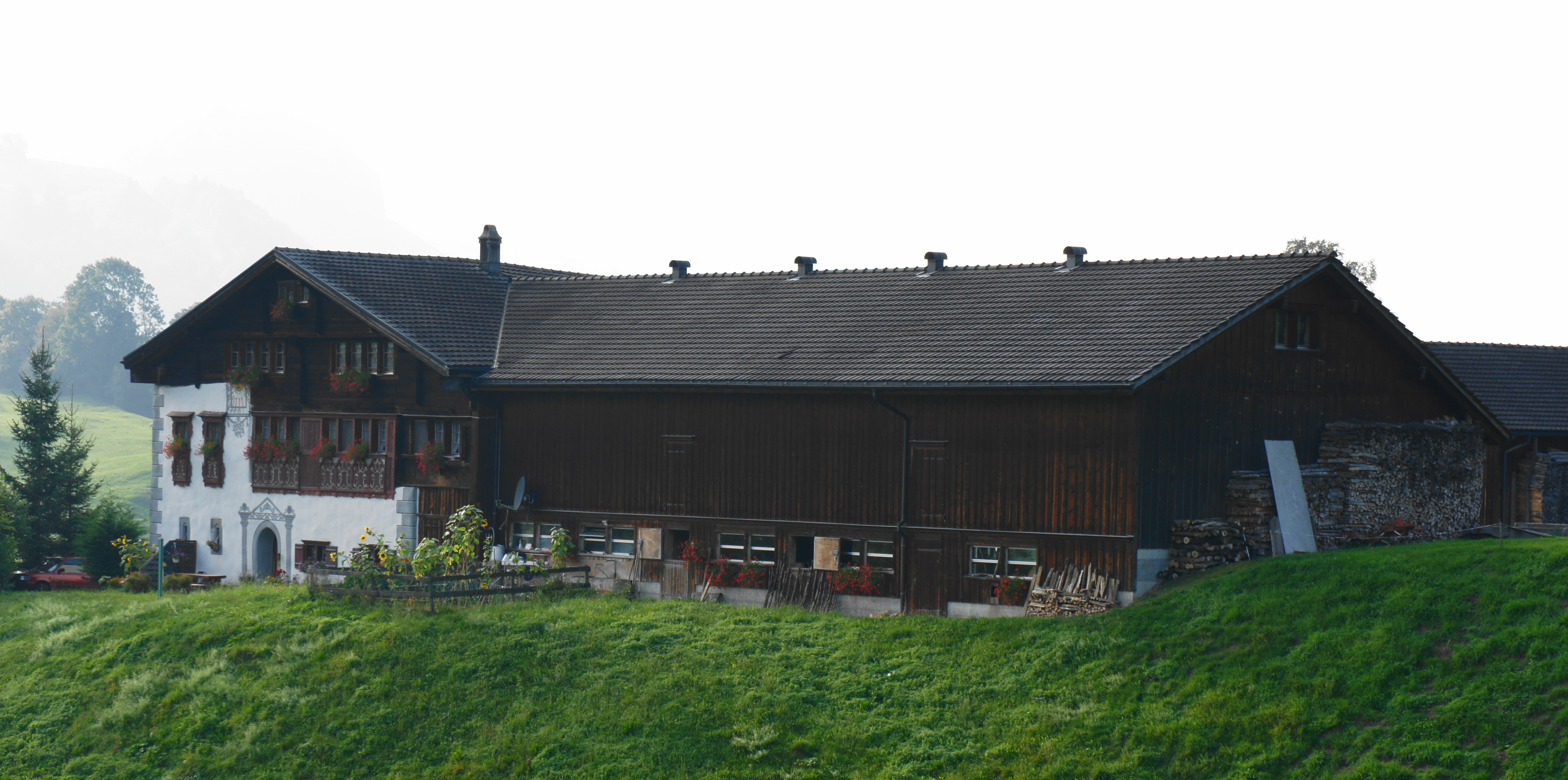
Bauernhaus mit angebautem Stall (Ulrichis in Haslen AI)

Das Kreuzgiebelhaus ist eine Hofform, bei der der Wirtschaftstrakt (Ökonomiegebäude) traufständig, also längs an der Seite des Hauses angebaut ist. Die sich daraus ergebende T-förmige Dachausmittlung mit dem Kreuzgiebel unterscheidet diese Bauform vom L-förmigen Zweiseithof (Hakenhof).
Kreuzgiebelhäuser mit firstgleichem Kreuzgiebel sind typisch für die traditionelle und das Landschaftsbild prägende Bauweise im Appenzellerland. Vom 18. bis ins 20. Jahrhundert wurden Appenzeller Bauernhäuser fast ausschliesslich in dieser Form gebaut. Diese Bauform hat die älteren Formen des Appenzellerhauses, die Einhof-Formen Heidenhaus (flaches traufständiges Dach) und Tätschdachhaus (steileres giebelständiges Dach), weitgehend verdrängt. Vorteil ist, dass sowohl die Hausfassade (traditionell mit ihren typisch appenzellerischen Fensterbändern) als auch der Stallungstrakt in die Sonnseite schauen können, und im steileren Gelände ausgedehntere Bauten ermöglichen, indem sie der Höhenlinie entlang liegen.
Kreuzgiebelhäuser finden sich auch von der Weststeiermark bis in das Salzkammergut, wo es aber keine eigenständige Bauform, sondern eine der hier zahlreich zu findenden Übergangsformen vom südostösterreichischen Hakenhof zu alpinen Hofformen (Gruppenhöfen, Einhöfen) darstellt.
Im Appenzellerland werden auch neue Bebauungen in der Form mit dem Kreuzgiebel ausgeführt, obwohl der Bauaufwand grösser ist. Besonders in der neuen Alpenarchitektur findet sich der Kreuzgiebel zusammen mit anderer traditioneller und moderner Formensprache wieder verwendet.